# Kinglake West
Kinglake West – miasto w Australii, w stanie Wiktoria.